# توم هانكوك
توم هانكوك (بالإنجليزية: Tom Hancock)‏ هو سياسي أمريكي، ولد في 3 فبراير 1948 في دوبوك في الولايات المتحدة، وتوفي في 31 يناير 2016. حزبياً، نشط في Iowa Democratic Party ‏ والحزب الديمقراطي. وقد انتخب عضو مجلس ولاية آيوا.